# 八面通镇
八面通镇，是中华人民共和国黑龙江省牡丹江市穆棱市下辖的一个乡镇级行政单位。

## 行政区划
八面通镇下辖以下地区：
民主社区、长征社区、头雁社区、曙光社区、城北社区、和平社区、新城村、太和村、清和村、中山村、四平村、和平村、农拥村、民主村、富家村、靠河村、四合村、莲河村、秀池村和民政村。